# گروس بودن
گروس بودن (به آلمانی: Groß Boden) یک شهر در آلمان است که در هرتسوگتوم لاونبورگ واقع شده‌است.
 گروس بودن  ۲۱۰ نفر جمعیت دارد.